# Presidenti del Governo della Repubblica Serba di Bosnia ed Erzegovina
Il Presidente del Governo della Repubblica Serba di Bosnia ed Erzegovina è il primo ministro del governo della Repubblica Serba; guida il lavoro del governo e presenzia alle sue sedute.
Proposto dal presidente della Repubblica Serba all'esito delle consultazioni con tutti i gruppi parlamentari presenti all'Assemblea nazionale, il Presidente del Governo viene eletto dalla maggioranza parlamentare, dopo aver esposto i punti programmatici della futura azione di governo.

## Lista
| Nome | Nome               | Mandato          | Mandato          | Partito                                     |
| Nome | Nome               | Inizio           | Fine             | Partito                                     |
| ---- | ------------------ | ---------------- | ---------------- | ------------------------------------------- |
|      | Branko Đerić       | 22 aprile 1992   | 20 gennaio 1993  | Partito Democratico Serbo                   |
|      | Vladimir Lukić     | 20 gennaio 1993  | 18 agosto 1994   | Partito Democratico Serbo                   |
|      | Dušan Kozić        | 18 agosto 1994   | 16 ottobre 1995  | Partito Democratico Serbo                   |
|      | Rajko Kasagić      | 16 ottobre 1995  | 18 maggio 1996   | Partito Democratico Serbo                   |
|      | Gojko Kličković    | 18 maggio 1996   | 31 gennaio 1998  | Partito Democratico Serbo                   |
|      | Milorad Dodik (1°) | 31 gennaio 1998  | 16 gennaio 2001  | Partito dei Social Democratici Indipendenti |
|      | Mladen Ivanić      | 16 gennaio 2001  | 17 gennaio 2003  | Partito del Progresso Democratico           |
|      | Dragan Mikerević   | 17 gennaio 2003  | 17 febbraio 2005 | Partito del Progresso Democratico           |
|      | Pero Bukejlović    | 17 febbraio 2005 | 28 febbraio 2006 | Partito Democratico Serbo                   |
|      | Milorad Dodik (2°) | 28 febbraio 2006 | 15 novembre 2010 | Alleanza dei Socialdemocratici Indipendenti |
|      | Anton Kasipović    | 15 novembre 2010 | 29 dicembre 2010 | Indipendente                                |
|      | Aleksandar Džombić | 29 dicembre 2010 | 12 marzo 2013    | Alleanza dei Socialdemocratici Indipendenti |
|      | Željka Cvijanović  | 12 marzo 2013    | 15 novembre 2018 | Alleanza dei Socialdemocratici Indipendenti |
|      | Srebrenka Golić    | 15 novembre 2018 | 18 dicembre 2018 | Alleanza dei Socialdemocratici Indipendenti |
|      | Radovan Višković   | 18 dicembre 2018 | In carica        | Alleanza dei Socialdemocratici Indipendenti |